# جوني هيرد
جوني هيرد (بالإنجليزية: Johnny Herd)‏ (3 أكتوبر 1989 في المملكة المتحدة - ) هو لاعب كرة قدم بريطاني في مركز الدفاع. لعب مع إبسفليت يونايتد ونادي ساوثيند يونايتد وبيشوب ستورتفورد.

## وصلات خارجية
- جوني هيرد على موقع قاعدة بيانات كرة القدم.إي يو (الإنجليزية)
- جوني هيرد على موقع Soccerbase.com (لاعب) (الإنجليزية)
- جوني هيرد على موقع Soccerway.com (الإنجليزية)